# Rulltårta

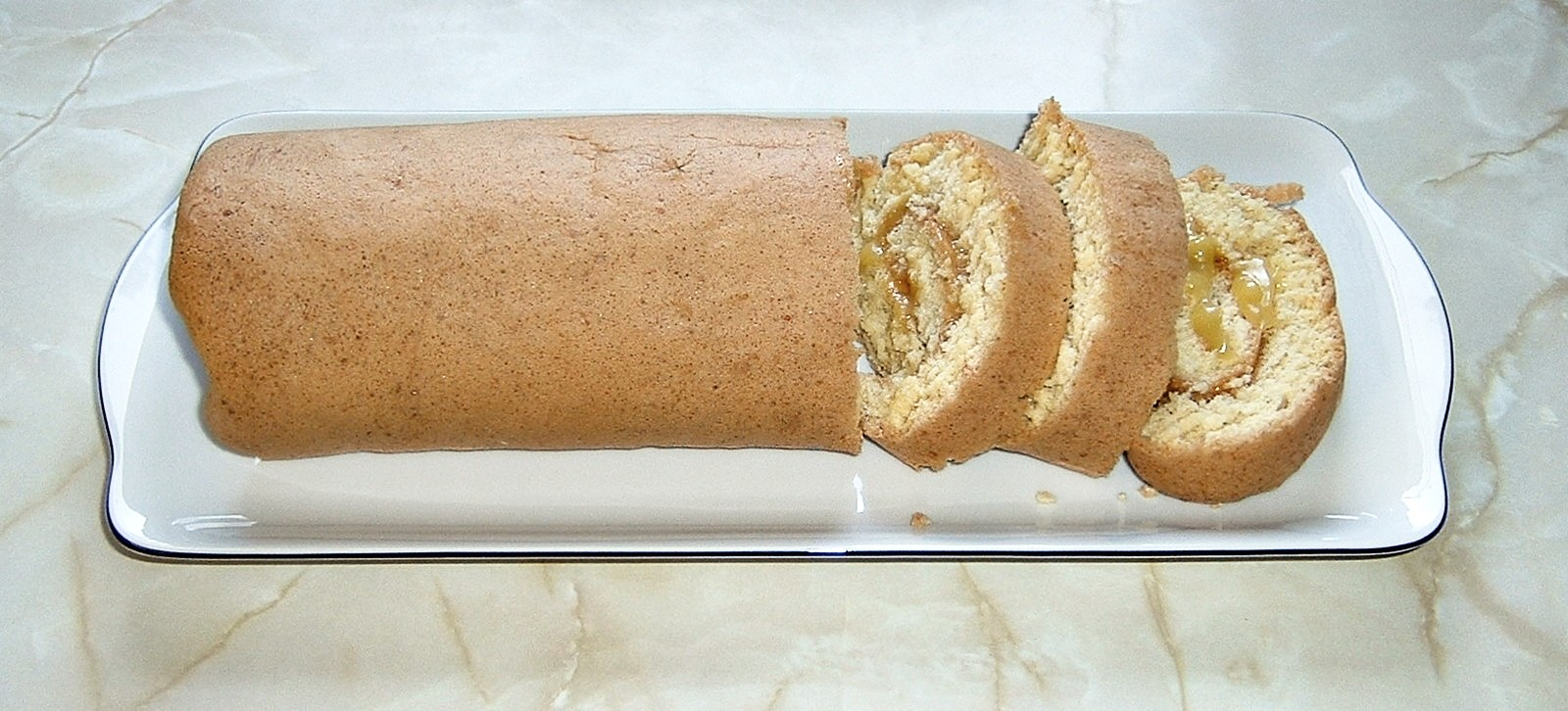
Rulltårta med citronfyllning.

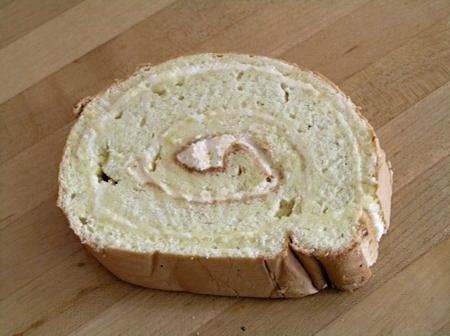
Rulltårta.

Rulltårta är ett bakverk bestående av sockerkaka och en fyllning av till exempel sylt eller smörkräm. En rulltårta är avlång och cylinderformad med inrullad fyllning.
Rulltårtans ursprung är okänt. I England och USA har rulltårta funnits sedan andra halvan av 1800-talet. På engelska kallas den Swiss roll (schweizisk rulle), men sannolikt härstammar den inte från Schweiz, även om den är vanlig i flera europeiska länder. Troligtvis ökade rulltårtan i popularitet under första världskriget. Ordet "rulltårta" finns belagt i svenska språket sedan 1920.
Den tunna tårtbotten, som fyllningen rullas in i, gräddas i ugnen. En rulltårta innehåller vanligtvis vetemjöl, socker, ägg och bakpulver. Fyllningen kan utgöras av sylt, grädde, smörkräm, choklad eller mos som till exempel äppelmos. Ett liknande bakverk, ej baserat på sockerkaka, är stubben.
Rulltårtans dag infaller sedan 2012 den 9 augusti.

## Varianter
Chokladrulltårta eller drömrulltårta är en typ av rulltårta som innehåller potatismjöl istället för vetemjöl. Med kakao som smaktillsats får den chokladsmak. Dessa rulltårtor brukar fyllas med smörkräm eller grädde som till exempel mockagrädde.